# Wriezen
Wriezen (pol. hist. Wrzecień) – miasto we wschodnich Niemczech w kraju związkowym Brandenburgia, położone w powiecie Märkisch-Oderland, ok. 10 km od polskiej granicy. Siedziba urzędu Barnim-Oderbruch.

Kościół
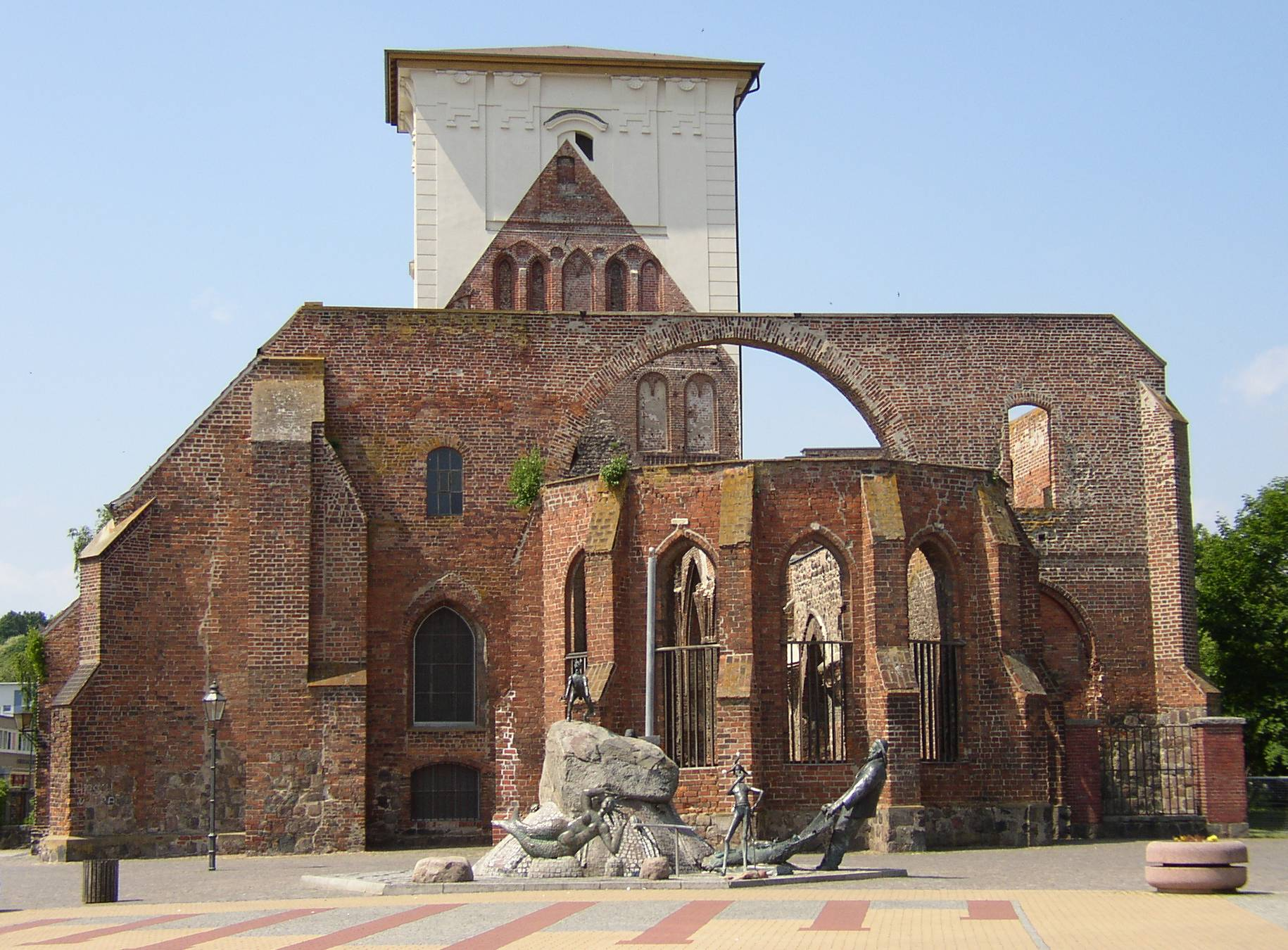
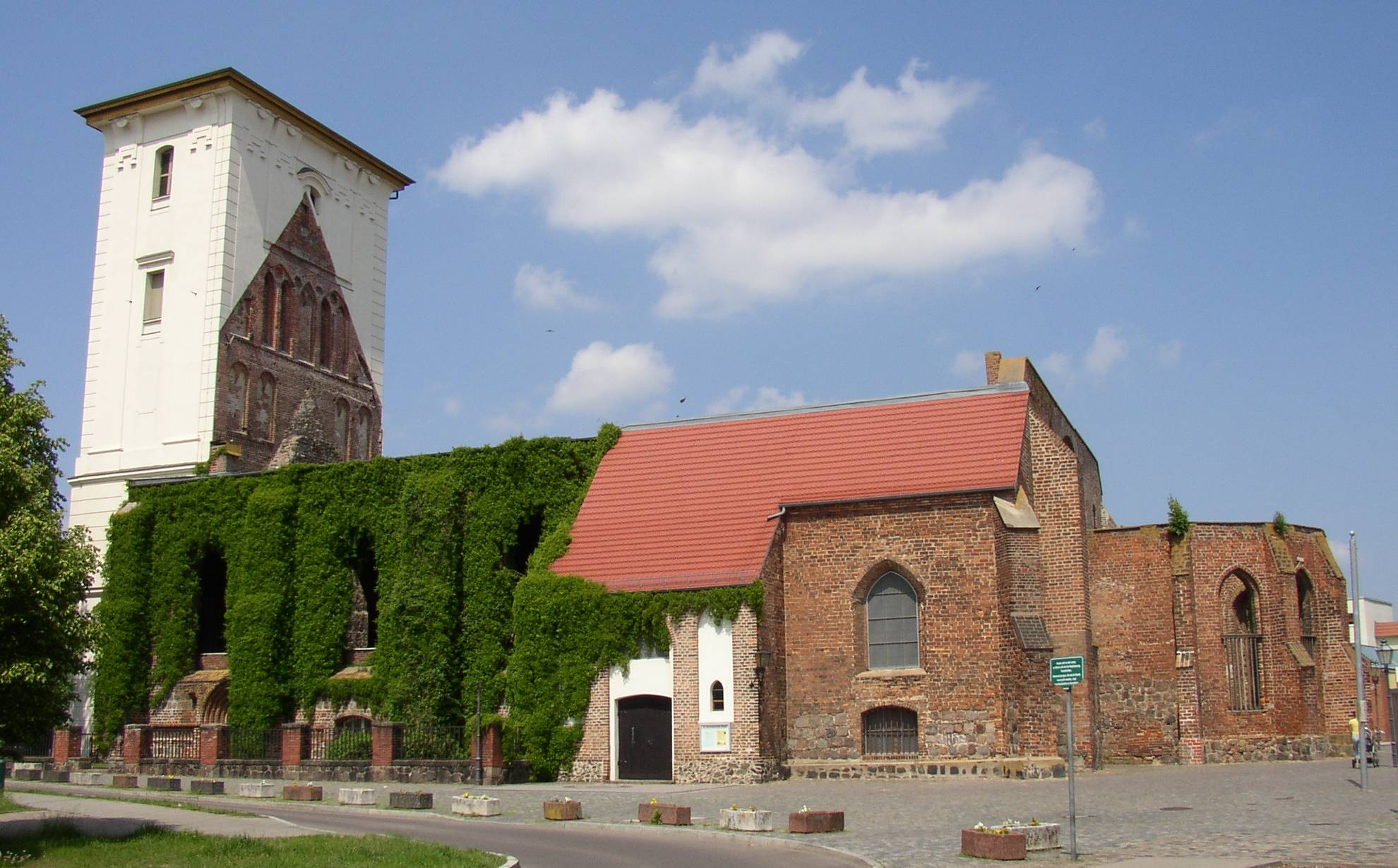

## Miasta partnerskie
- Mieszkowice